# Osteosema albotermina
Osteosema albotermina är en fjärilsart som beskrevs av Inoue 1978. Osteosema albotermina ingår i släktet Osteosema och familjen mätare. Inga underarter finns listade i Catalogue of Life.